# Brniševo
Brniševo (Servisch cyrillisch Брнишево) is een plaats in de Servische gemeente Tutin. De plaats telt 88 inwoners (2002).